# Bird Feathers
Bird Feathers è un album a nome di Phil Woods, Gene Quill, Jackie McLean, John Jenkins e Hal McKusick, pubblicato dalla New Jazz Records (Prestige Records) nel 1958. 
I brani del disco furono registrati negli studi di Rudy Van Gelder di Hackensack, New Jersey (Stati Uniti) nelle date indicate nella lista tracce.

## Tracce
Lato A
1. Solar – 5:49 (Miles Davis) – Registrato il 29 marzo 1957 ad Hackensack, New Jersey (Stati Uniti)
2. Bird Feathers – 10:21 (Charlie Parker) – Registrato il 3 maggio 1957 ad Hackensack, New Jersey (Stati Uniti)
3. Interim – 5:48 (Hal McKusick) – Registrato il 27 dicembre 1957 ad Hackensack, New Jersey (Stati Uniti)

Durata totale: 21:58
Lato B
1. Airegin – 6:23 (Sonny Rollins) – Registrato il 29 marzo 1957 ad Hackensack, New Jersey (Stati Uniti)
2. Don't Worry 'Bout Me – 7:58 (Rube Bloom, Ted Koehler) – Registrato il 27 dicembre 1957 ad Hackensack, New Jersey (Stati Uniti)
3. Con Alma – 7:39 (Dizzy Gillespie) – Registrato il 27 dicembre 1957 ad Hackensack, New Jersey (Stati Uniti)

Durata totale: 22:00

## Musicisti
A1 e B1
- Phil Woods - sassofono alto
- Gene Quill - sassofono alto
- George Syran - pianoforte
- Teddy Kotick - contrabbasso
- Nick Stabulas - batteria

A2
- Jackie McLean - sassofono alto
- John Jenkins - sassofono alto
- Wade Legge - pianoforte
- Doug Watkins - contrabbasso
- Art Taylor - batteria

A3, B2 e B3
- Hal McKusick - sassofono alto
- Billy Byers - trombone
- Eddie Costa - pianoforte
- Paul Chambers - contrabbasso
- Charlie Persip - batteria